# Niederalpl
Niederalpl egy 1221 m magas, közúti hágó az ausztriai Stájerország területén, a Mürzstegi-Alpok (Mürzsteger Alpen) hegycsoportban, a Bruck-mürzzuschlagi járás területén.
Ugyancsak Niederalpl a neve egy apró lakott helynek a hágótető környezetében. Ez közigazgatásilag két részre van bontva: A hágó keleti rámpáján, 921 m magasan fekvő Niederalpl Neuberg an der Mürz községhez tartozik, jellege egyetlen zárt házcsoport (németül: Rotte), 15 házból áll, beleértve a hágótető házait is. A nyugati rámpán 961 m magasan fekvő Niederalpl Mariazell része, mindössze négy elszórt házból álló kis szórványtelepülés, a hágó régi útja (Alte Niederalplstraße) és az ún. Dürrwaldgraben nevű árok mentén.

## Fekvése
A Niederalpl hágóra keletről, Mürzsteg felől a Dobrein patak völgye vezet fel, mely a Mürz folyóba ömlik. Nyugat felé az Aschbach és Gollradbach patakok völgyei vezetnek lefelé, a Salza folyó völgyébe. (A Salza az északabbra fekvő Lahn-hágóban ered). A hágó tehát vízválasztót képez a két folyó között.
A kelet-nyugati irányú hágóra tartó két völgyet északon a Tonion-hegycsoport (ennek legmagasabb kiemelkedése az 1699 m magas Tonion), délen a Veitsch-Alpok (Veitschalpe) hegygerinc határolja, utóbbinak legmagasabb csúcsai az 1981 m magas Hochveitsch és az 1874 m magas Großer Wildkamm.
2012-ig a Niederalpl hágó tetején húzódott a Mürzzuschlagi járás és a Bruck an der Mur-i járás határvonala. 2013. január 1-jével az osztrák községtanácsi reform keretében a két járást egyesítették, így a hágó az új Bruck-mürzzuschlagi járás belsejébe került, a járások határa településhatárrá változott. Keleti része Mürzsteg községhez tartozik (melyet 2015-ben egyesítettek Neuberg an der Mürz községgel), nyugati része a Mariazell-hez tartozó Wegscheid községrészhez tartozik.
A hágóterülettel határos, szomszédos községi területek: északnyugaton Fallenstein (Mariazell része), nyugaton Wegscheid (Mariazell), keleten Dobrein (Neuberg an der Mürz része), délnyugaton Aschbach (Mariazell), délkeleten Sankt Barbara im Mürztal község.

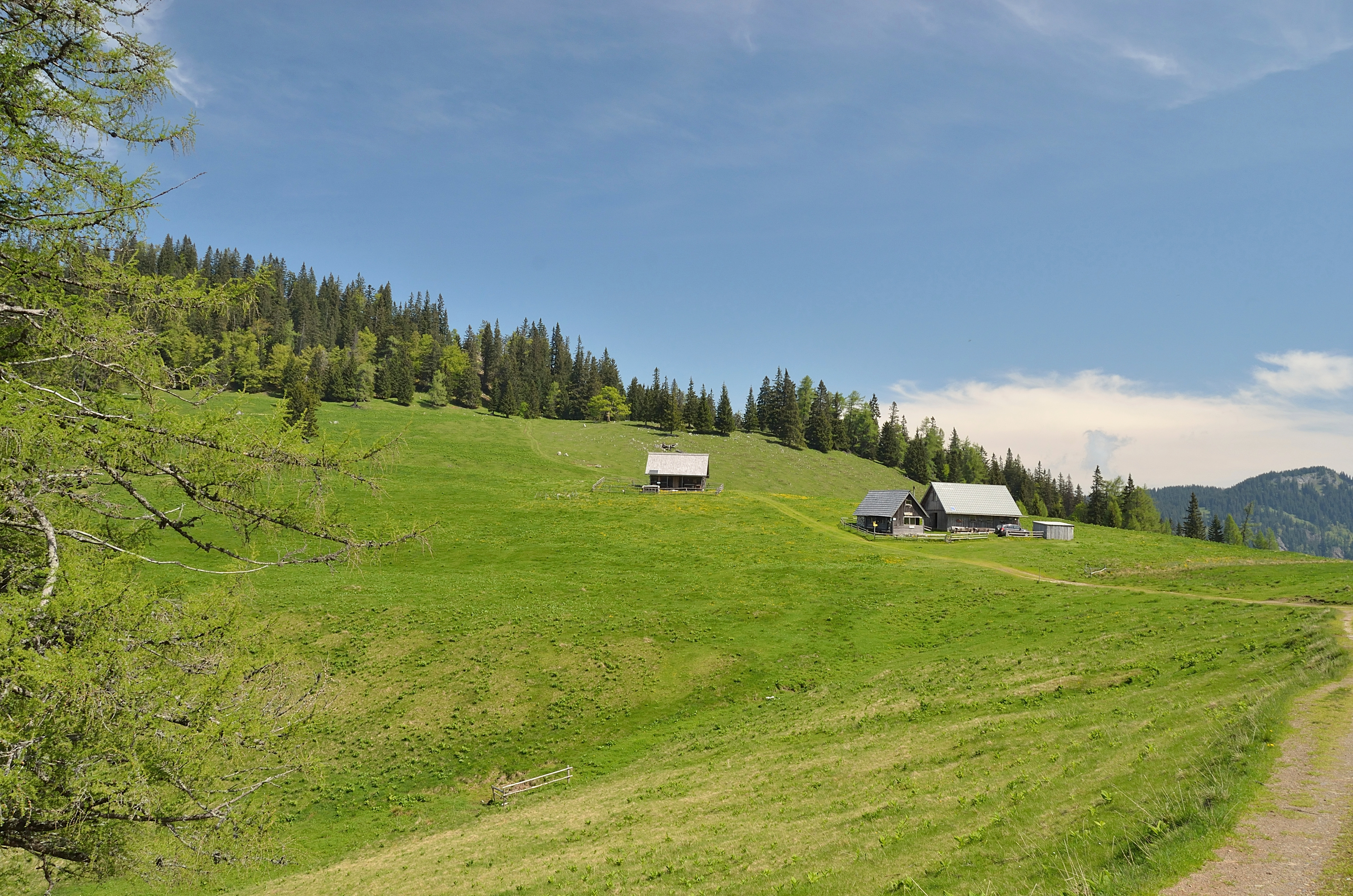
A Sohlenalm nevű fennsík a Niederalpl hágó déli oldalán (a Veitsch-Alpok északi lejtőjén)

## Közlekedése
A hágón átmenő L113-as számú stájer tartományi aszfaltút (Niederalplstraße) Mürzsteg községet köti össze a Neuberg an der Mürz-höz tartozó Dobrein szórványtelepülésen keresztül a Mariazellhez tartozó Wegscheid (azaz „útelágazás”) nevű községrésszel, innen a B20-as szövetségi főút, a Mariazeller Straße vezet Mariazellbe. A hágóra felvezető keleti rámpa hossza kb. 9,6 km, a nyugati rámpa kb. 7,1 km. Az út maximális meredeksége 10%.
A Niederalpl hágó a Semmering-hágótól és a Mürz völgyéből (Mürzzuschlagból) Mariazell felé tartó utazók egyik szokásos útvonala. Az S6-os gyorsforgalmi autóútból (Semmering Schnellstraße) Mürzzuschlagnál észak felé kiágazik a B23-as számú szövetségi főútvonal. Ebből Mürzsteg községnél nyugat felé kiágazik a B21-es főút. Az elágazás két irányt kínál Mariazell felé. Maga a B23-as főút (Lahnsattelstraße) innen Frein an der Mürz községen és az 1015 m magas Lahn-hágón át vezet, Terz községnél becsatlakozik a B21-es főútba, mely a Hall-völgyön (Halltal) át vezet Mariazellbe. A másik, alternatív útvonal az L113-as számú stájer tartományi út, mely Dobrein községen át felmegy az 1221 m magas Niederalpl hágóra, onnan Wegscheid-nél becsatlakozik a B20-as szövetségi főútba (Mariazeller Straße), így vezet az egykori Gußwerk bányászközségbe, onnan Mariazellbe. A két útirány nagyjából egyforma hosszú és hasonló utazási időt igényel, mindkét hágót egész évben nyitva tartják. (Az alacsonyabb, de sokkal meredekebb Lahn-hágón utánfutót nem szabad vontatni).

## Történelme
Az elmúlt évszázadokban a hágó környékén vasércet bányásztak. Ennek emléke egy régi, ma is látható bányajárat.

## Turizmus, sport

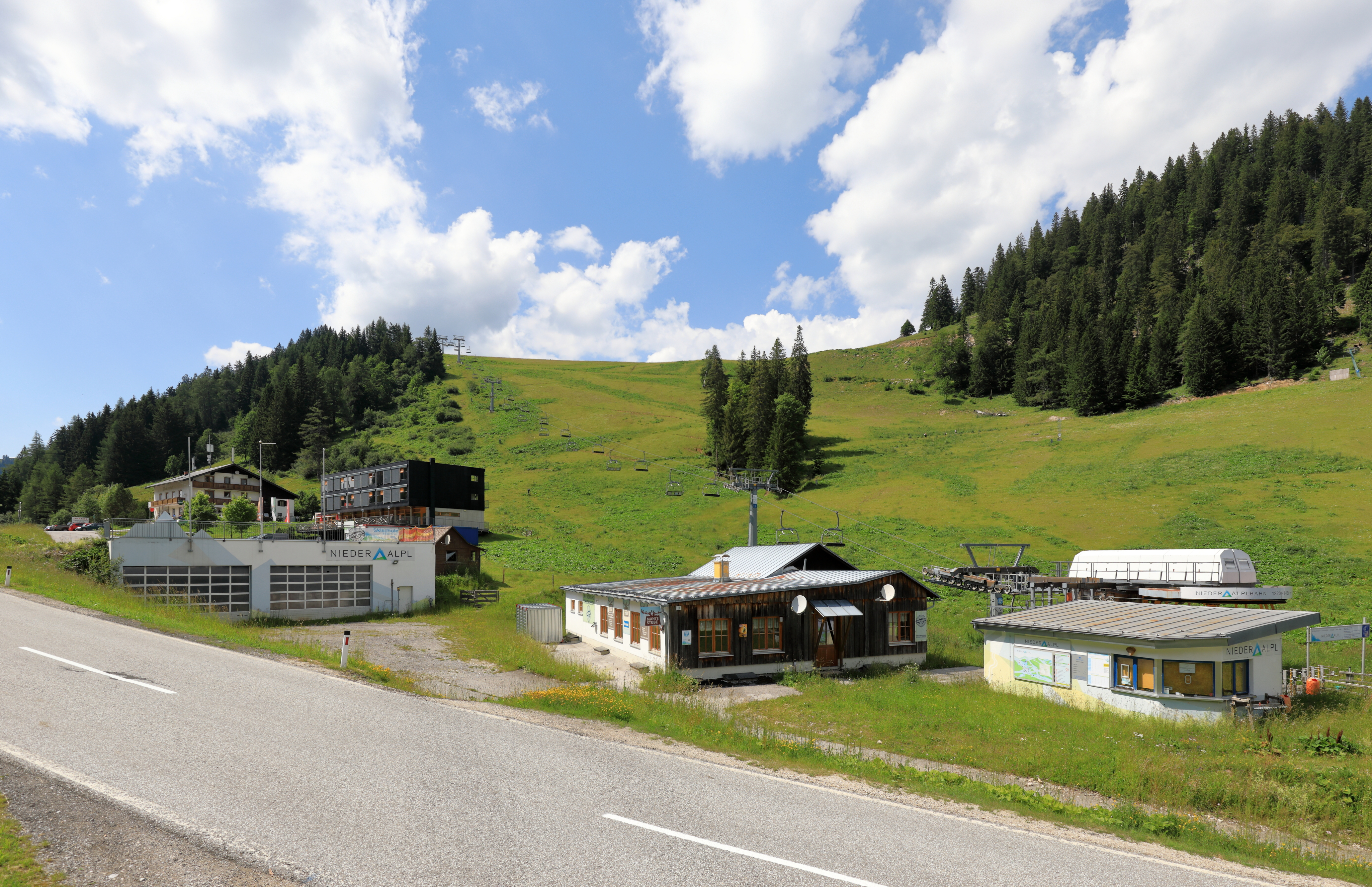
Síterület a hágón

A Niederalpl hágó körül télen mintegy 12 km-nyi sípálya működik, egy ülőlift, három sífelvonó és egy kisgyermekeknek való „babalift” üzemel. Az 1971-ben létesített síterepen hóágyúzásra alkalmas berendezésekkel is fel van szerelve.
A hágóból jelzett túrautak indulnak a közeli hegycsúcsokra, a Hohe Veitsch-re és a Tonion-ra. A hágótetőn áthalad az osztrák 5. sz. távolsági túraútvonal (Nord-Süd-Weitwanderweg No. 5) Mariazell és a Hochschwab hegycsoport közötti szakasza. Nyári zarándokutak vezetnek a sípályák nyomvonalán és a hágótetőn át. A hágó fölötti hegyoldalban, 1339 m magasságban áll a nyáron működő Sennerhütte turistaház, és egy csak télen üzemelő síház. A hágótetőtől keletre fekvő táj (Neuberg an der Mürz közigazgatási területe) a Mürzer Oberland nevű natúrpark része.

## Kapcsolódó információk
- BEV – Bundesamt für Eich- und Vermessungswesen. BEV-Karte 4206-West, Kleinzell 1:25.000. Wanderkarte (turistatérkép).. EAN 9007868063179 (2014). Hozzáférés ideje: 2017. március 13.
- Niederalpl síközpont Archiválva 2017. április 6-i dátummal a Wayback Machine-ben
- Neuberg an der Mürz község (részei 2015 óta Mürzsteg, Kapellen, Altenberg an der Rax)
- Mürzer Oberland Natúrpark (központ: Mürzsteg)